# Chiyoko
Chiyoko（ちよこ）は、日本のイラストレーター。

## 主な作品

### コンピュータゲーム
全てオリジナルキャラクターデザインを担当。
- スーパーロボット大戦シリーズ
  - スーパーロボット大戦L
  - 第2次スーパーロボット大戦Z
  - スーパーロボット大戦UX
  - スーパーロボット大戦BX

### その他
- でたまか （イラスト）
- SECRET HANGAR （イラスト）